# Primislaus II. (Glogau)
Primislaus II. von Glogau (auch Primko/Przemko von Glogau; * 1301/1308; † 11. Januar 1331) war von 1309 bis 1312 gemeinsam mit seinen vier Brüdern Herzog von Glogau und Herr von Großpolen. Ab 1312 bis 1318/19 war er gemeinsam mit seinem Bruder Johann, danach bis etwa 1323 gemeinsam mit seinem Bruder Heinrich IV. und anschließend bis zu seinem Tod 1331 alleiniger Herzog von Glogau. Er entstammte dem Glogauer Zweig der Schlesischen Piasten.

## Leben
Primislaus Eltern waren Heinrich III. von Glogau († 1309) und Mechthild († 1318), Tochter des Herzogs Albrecht von Braunschweig-Lüneburg. Um 1324/25 vermählte er sich mit Konstanze († 1360/63), einer Tochter des Schweidnitzer Herzogs Bernhard II. Die Ehe blieb kinderlos.
Nach dem Tod ihres Vaters Heinrich III., der neben seinen schlesischen Besitzungen zugleich Herr von fast ganz Großpolen war, erbten im Jahre 1309 Primislaus und seine Brüder Heinrich IV. († 1342), Konrad I. († 1366), Johann († 1361/65) und Boleslaus († 1321) dessen Gebiete. Diese verwalteten sie bis 1312 unter der Vormundschaft ihrer Mutter Mechthild von Braunschweig zunächst gemeinsam. 
Um einer Zersplitterung ihrer Gebiete vorzubeugen, teilten die fünf Brüder ihr Erbe am 29. Februar 1312 zunächst in zwei Teile. Primislaus und der älteste Bruder Heinrich IV. sowie der viertgeborene Bruder Johann erhielten das größere westliche Gebiet mit den Städten Steinau, Sagan, Grünberg, Crossen und Posen. Ebenso gehörten diesen drei Brüdern Glogau, Beuthen und Freystadt, die jedoch zunächst ihrer Mutter auf deren Lebenszeit als Leibgedinge zugewiesen waren. Der zweitgeborenen Konrad I. und der drittgeborene Boleslaus erhielten das östliche Gebiet mit den Städten Gnesen, Kalisch, Oels und Wohlau. Sie verloren ihre großpolnischen Gebiete bereits 1314 an den polnischen Herzog und späteren König Władysław I. Ellenlang.
1318 protestierte Primislaus Bruder Heinrich IV. zugleich für seine Brüder und weitere schlesische Herzöge gegen die Erhebung des Peterspfennigs in der bis dahin in Schlesien nicht üblichen Form der Kopfsteuer. Der Einwand beim päpstlichen Stuhl in Avignon wurde jedoch vom Papst abgewiesen. Da die Herzöge die Zahlung weiterhin verweigerten, wurde über die Diözese Breslau ein Interdikt verhängt. Am 23. Juni 1323 wandte sich Heinrich IV. zugleich im Namen seiner Brüder unter der Titulatur „Herzog von Schlesien, Erbe des Königreichs Polen, Herr zu Glogau und Posen“ an den Papst und versicherte ihm, dass er und seine Brüder die Zahlung des Peterspfennigs in ihren Landen nun befohlen hätten. Zugleich bat er den Papst um seinen Schutz, falls der Kaiser oder der römische König ihre Lehenshoheit über Heinrichs und seiner Brüder Länder ausdehnen wollten.
Nach dem Tod des kinderlosen Bruders Boleslaus/Bolko 1322 teilten die Brüder den Gesamtbesitz nochmals. Primislaus/Primko erhielt Glogau, Heinrich IV. Sagan, Konrad I. Namslau und Oels und Johann erhielt Steinau. Obwohl Primislaus/Primkos Brüder ihre Gebiete am 29. April und 9. Mai 1329 in Breslau freiwillig dem böhmischen König Johann von Luxemburg übertrugen, wobei ihnen besondere erbrechtliche Begünstigungen eingeräumt wurden, weigerte sich Primislaus, es ihnen gleichzutun und ebenfalls böhmischer Vasall zu werden. Möglicherweise deshalb erlag er am 11. Januar 1331 einem Giftanschlag seiner Untertanen. Obwohl seine rechtmäßige Erben seine Brüder Heinrich IV. und Johann von Steinau waren und Primislaus/Primkos Witwe Konstanze als Leibgedinge die Stadt Glogau zustand, kam es nachfolgend zu Erbstreitigkeiten um das Herzogtum Glogau, die schließlich zu dessen Teilung in eine „böhmisch-königliche“ und eine „herzogliche“ Hälfte führten. Ursächlich hierfür war, dass der Bruder Johann von Steinau noch vor Primislaus/Primkos Tod sein Anrecht an dem Erbe des halben Herzogtums Glogau an den böhmischen König Johann von Luxemburg verkauft hatte. Erst 1342 gelang es Heinrich V. von Glogau, dem Sohn des gleichnamigen Herzogs Heinrich IV., an die seinem Vater zustehende Hälfte zu gelangen.